# دختران تقویم (فیلم ۲۰۰۳)
دختران تقویم (به انگلیسی: Calendar Girls) فیلمی محصول سال ۲۰۰۳ و به کارگردانی نایجل کول است. در این فیلم بازیگرانی همچون هلن میرن، جولی والترز، لیندا باست، آنت کراسبی، سلیا ایمری، پنلوپه ویلتون، هریت تورپ، جرالدین جیمز، فیلیپ گلنیستر، کیران هایندز، جان آلدرتن و جرج کاستیگان ایفای نقش کرده‌اند.